# Transceptores de construcción casera
Se llaman Transceptores de construcción casera a los equipos de emisión / recepción de radio construidos por los radioaficionados mismos.

## Historia

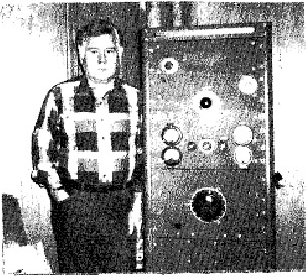
Transmisor casero a válvulas de los primeros años de la radioafición.

En los primeros años, la mayoría de los radioaficionados construía sus propios equipos ya que en esa época no existían equipos comerciales fácilmente disponibles. A este proceso se lo llamó construcción casera o "homebrewing" en inglés.
Entre 1930 y 1950, los radioaficionados habían logrado construir equipos de razonable calidad con válvulas de vacío. La cobertura de bandas comprendía las bandas entre la Banda de 160 m y la Banda de 10 m, entre 1,8 y 30 MHz, y pesaban del orden de 10 a 30 kg. Los radioaficionados franceses de esa época de pre- y posguerra recuerdan (probablemente por esas razones de peso del material) que el examen no se pasaba en un centro de examen, sino en su propia casa. El examinador venía, se aseguraba de que el candidato tuviera los conocimientos necesarios y supiera usar el material, habitualmente, un transceptor de construcción casera.
Luego de la Segunda Guerra Mundial, algunos empresarios comenzaron a comercializar "kits", consistentes en todos los componentes necesarios para construir la radio, el diagrama del circuito e instrucciones detalladas para el ensamblaje. Varias veces, el kit servía como un primer ensayo antes de dedicarse a la construcción casera. A veces esos kits se vendían armados, y los mismos empleados de las empresas que comercializaban los kits, los armaban por su cuenta en sus horas libres para ganar un poco más de dinero. Probablemente, la empresa Heathkit haya sido la que más haya contribuido a la difusión del material de radioafición de construcción casera.
Las lecciones aprendidas construyendo (y modificando) su propio equipo fueron fundamentales para desarrollar la maestría técnica de los radioaficionados de esa época. El advenimiento de los semiconductores y con ellos las técnicas de industrialización en masa y de miniaturización de componentes hicieron bajar tanto el precio de los aparatos comerciales que hoy resulta antieconómico fabricar un transceptor de construcción casera. Actualmente, solo una minoría de radioaficionados utiliza exclusivamente aparatos de construcción casera. Sin embargo, la práctica de armar radios a partir de kits sigue vigente, y actualmente hay muchos proveedores de kits de construcción.

## Reglas de juego

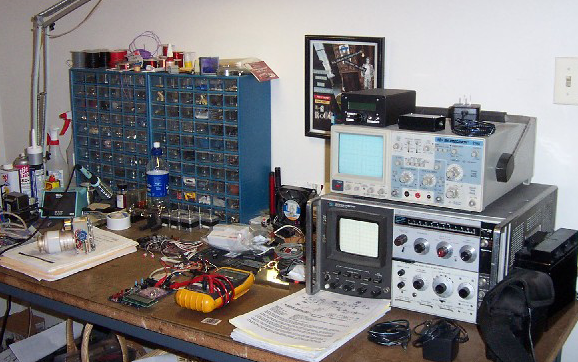
Laboratorio del constructor aficionado K6ESE.

La construcción casera difiere de la construcción de un kit, por el hecho de utilizar partes y diseños obtenidos aquí y allá. Aún los constructores más experimentados pueden carecer del tiempo y de los recursos para construir una radio equivalente a una moderna radio comercial, ya que las radios comerciales poseen circuitos específicos y sus diseñadores poseen elementos de diseño y de simulación fuera del alcance del radioaficionado común. Sin embargo, es posible obtener resultados similares a los de equipos comerciales con diseños sencillos y componentes recuperados, donde el placer de construir su propia radio se une a la satisfacción de aprender electrónica. 

## QRP

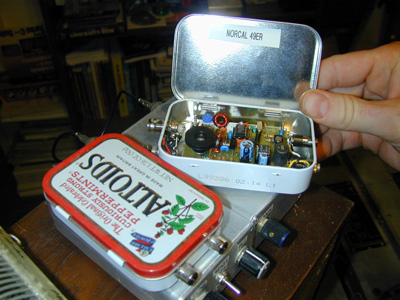
Transceptor casero construido por K6ESE.

Los transceptores QRP son radios de baja potencia: 5W máximo para el modo A1A (telegrafía) y 10 W máximo para el modo Banda Lateral Única. Por su baja potencia y las bajas tensiones requeridas, son particularmente adaptados para operar sin peligro y sin requerir materiales demasiado costosos. Por esta razón, muchos transceptores de construcción casera son también transceptores QRP.

## Desafíos al ingenio
Una característica de algunos transceptores de construcción casera, es el uso de cajas metálicas originalmente destinadas a contener cajas de cigarrillos, pastillas, galletitas, conservas de pescado o bombones. La miniaturización requerida por el envase aguza el ingenio de los constructores. En Estados Unidos, se usan envases de pastillas (Altoids, ver foto) o bien latas de atún; en Inglaterra el envase de otro tipo de pastillas (O/ZON), y en Francia hay quien ha utilizado latas de galletitas bretonas o de pastillas de menta de los Vosgos.

## Radios a válvulas de vacío

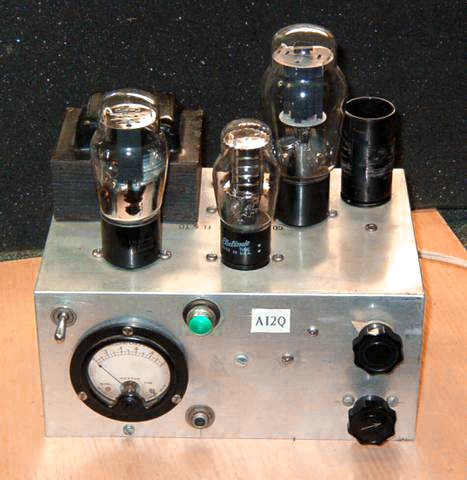
Transmisor a válvulas de construcción casera de AI2Q.

Los radioaficionados estadounidenses llaman "Bichos de luz" ("Glowbug") a las radios sencillas, construidas con válvulas de vacío, recuerdos de los transmisores de la época 1920-1930. Un transceptor casero de ese tipo incluye típicamente un receptor regenerativo o de conversión directa, y un transmisor de telegrafía con un oscilador Hartley, a veces con una sola válvula. 
Sin amplificador, estas radios pueden erogar potencias de 3 a 70 W. 
Como las válvulas de estas radios requieren altas tensiones, del orden de 150 a 300 V (una tensión de 40 V puede ser ya letal), la alimentación es de corriente alterna, a 110 V (Estados Unidos) o 220 V (Europa).
La estética de algunos de esos transmisores, auténticos clásicos, a veces alcanza altos niveles de calidad.                                                                             
Hay que destacar el radioaficionado LU1DCE que en el año 1965 fabricó un transmisor de 350 W utilizando válvulas de TV en blanco y negro la 6DQ6 B, con 4 válvulas en RF en paralelo y otras 4 en clase B. Era un transmisor que funciona de 10 a 80 m y no usaba transformadores de alta tensión y si utilizaba un doblador de onda completa de la línea de 220 V y obtenía 600 cc achicando el tamaño de equipo. Luego desarrolló la curva JRH a, que aumenta 20 dB en la zona de los 7 kHz y 100 Hz, 4 dB mejorando la calidad de audio y después continuó desarrollando limitadores para no pasar el 100 % de modulación.
Por último, fabricó un transmisor con 12 válvulas 6DQ6 entregando 1 kW y en el año 1998 le agregó otras 6 válvulas en RF y audio con una potencia de 1.6 kW. RF medido con u Bird de potencia en antena. El rendimiento de la etapa de salida supera el 86 %

## Radios a transistores
Aun a finales de 1960, predominaban las radios a válvulas. A partir de los años 70, los transceptores de construcción casera evolucionan por el advenimiento del transistor: usan 13,8 V de corriente continua (inofensiva salvo raras excepciones), los componentes se miniaturizan, se vuelven más fiables, y menos peligrosos. Algunos diseños más sofisticados (en el sentido estrictamente etimológico del término) comienzan a utilizar a partir de los años 90 microcontroladores Atmel o PIC.

## Asociaciones de constructores
Existen varias asociaciones de constructores. Probablemente, la más prestigiosa sea el club británico G-QRP, que edita la revista SPRAT. En España la asociación que aglutina a los aficionados al "cacharreo" es el EAQRP quién también publica su propio boletín, el QU-R-PE.

## Algunos transceptores de construcción casera
- El BITX es un transceptor capaz de transmitir en la Banda de 20 m en modo Banda Lateral Única. Optimizado para ser construido por radioaficionados en India, donde existe una cierta dificultad para procurarse ciertos componentes especializados, es un diseño inteligente que ha sido reproducido con éxito por constructores aficionados de varios países.
- El Pixie, pequeño y esbelto como el hada que le confiere su nombre, es uno de los más ingeniosos diseños publicados.
- El Transceptor Pulga diseñado por los catalanes Eduardo Alonso (EA3GHS) y Joan Morros (EA3FXF) ha suscitado mucho interés y ha sido publicado en la revista SPRAT del GQRP Club.